# Iuri Temirkànov
Iuri Khatúievitx Temirkànov,rus: Ю́рий Хату́евич Темирка́нов, en kabardí: Темыркъан Хьэту и къуэ Юрий, nascut el 10 de desembre de 1938 a Nàltxik, en l'actual República de Kabardino-Balkària, és un director d'orquestra rus d'origen circassià (kabardí).
Temirkànov ha estat director musical i director principal de l'Orquestra Filharmònica de Sant Petersburg des del 1988.

## Biografia
Nascut el 1938 a la ciutat caucàsica de Nàltxik, Temirkànov va començar els seus estudis musicals als nou anys. Als tretze anys, va assistir a l'escola de nens amb talent de Leningrad, on va continuar els seus estudis de violí i viola. Després de graduar-se, va assistir al Conservatori de Leningrad com a viola major. Va tornar al Conservatori per estudiar direcció amb Ilià Mussin i es va graduar el 1965.
El 1965 debutà al Teatre Mali d'Opera i Ballet de Leningrad (ara Teatre Mikhàilovski) amb l'òpera La traviata de Giuseppe Verdi i dirigí actuacions a l'Opéra Studio del Conservatori. Un any després, va guanyar una victòria en el II Concurs de directors d'orquestra de tota la Unió a Moscou. Amb Kiril Kondraixin, David Óistrakh i l'Orquestra Filharmònica de Moscou van fer una gira per Europa i els Estats Units.
Del 1966 al 1972 fou director del Teatre d'Opera i Ballet Acadèmic de Leningrad.
El 1967 debuta amb l'Orquestra Filharmònica de Leningrad. Per iniciativa de Ievgueni Mravinski es va convertir en el director-assistent del col·lectiu, i des de 1968 el va dirigir.
De 1976 a 1988 fou director artístic i director principal del Teatre d'Òpera i Ballet de Leningrad. S. Kirov (ara Teatre Mariïnski). Amb l'orquestra d'aquest teatre el 1987, va actuar especialment a Londres amb produccions de les òperes Borís Godunov, La dama de piques i Eugeni Oneguin.
Des de 1979 fou director principal convidat de l'Orquestra de Filadèlfia (Estats Units) i de la Royal Philharmonic Orchestra de Londres i des de 1992 fins al 1998 en fou el director titular. Des de 1988 fou director convidat principal de l'Orquestra Simfònica de Dinamarca (Copenhaguen). De 1992 a 1997 fou director convidat principal de l'Orquestra Filharmònica de Dresden. De gener del 2000 al 2006 fou director principal i director artístic de l'Orquestra Simfònica de Baltimore (Estats Units). Del 2007 al 2009 fou director principal convidat del Teatre Bolxoi.
Del 2010 al 2012, Temirkànov fou director musical del Teatro Regio de Parma. El 2015 es va convertir en director honorari vitalici de l'Acadèmia Nacional de Santa Cecília (Roma).
Després de la mort de Ievgueni Mravinski el 1988, va ser elegit director artístic i director general de l'Orquestra Filharmònica de Leningrad (actualment Orquestra Filharmònica de Sant Petersburg), un càrrec que manté en l'actualitat.
En 1979-1988 va fer classes al Conservatori de Leningrad (des del 1986 com a professor). Regularment fa classes magistrals a l'Institut Curtis de Música (Curtis Institute of Music, Filadèlfia), així com l'Escola de Música de Manhattan (Manhattan School of Music, Nova York) i a l'Accademia Musicale Chigiana (Siena, Itàlia).
La discografia de Iuri Temirkànov és extensa i conté, per exemple, enregistraments amb la Filharmònica de Sant Petersburg, la Filharmònica de Nova York, l'Orquestra Simfònica de Dinamarca i la Royal Philharmonic Orchestra. S'especialitza en repertoris de música tradicional russa com Txaikovski, Rakhmàninov, Prokófiev i Xostakóvitx. En els darrers anys, ha confiat profundament en la violinista japonesa Sayaka Shoji i, des de 2001, han actuat conjuntament arreu del món cada any.
El 9 de maig del 2019, Termikànov i la Filharòmica de Sant Petersburg van actuar al Palau de la Música Catalana a Barcelona.
Va morir a Sant Petersburg.